# Al-Farabí
Abu-Nasr Muhàmmad ibn Muhàmmad al-Farabí (persa: ابو نصر محمد بن محمد فارابی; àrab: ابو نصر محمد بن محمد الفارابی, Abū Naṣr Muḥammad b. Muḥammad al-Fārābī), més conegut simplement com a al-Farabí i, a Occident, com a Alfarabius o Avennasar (Otrar, Turquestan, ~872 - Damasc, 950), fou un destacat científic i filòsof medieval en llengua àrab. No es coneixen amb seguretat grans detalls de la seva vida, ni tan sols el lloc exacte on va néixer, ni si nasqué en el si d'una família turca o persa. El que sí que sembla confirmat és que estudià a Bagdad, on adquirí grans coneixements de medicina i matemàtiques. Feu comentaris a l'obra d'Aristòtil i va influir decisivament en la lògica de Maimònides.

## Doctrina filosòfica

### Enteniment agent/pacient
Al-Farabí va prendre part de la filosofia aristotèlica i va incorporar-hi trets islàmics, més pràctics i menys especulatius. Es pot observar aquest fet en la seva acceptació de la distinció aristotèlica entre enteniment agent i enteniment pacient. L'enteniment agent, el concep com a subsistent i separat, i l'identifica amb l'àngel Gabriel tal com apareix en l'Alcorà. L'ànima humana, que descriu com a forma simple, incorpòria, espiritual, incorruptible i immortal, prové de l'enteniment actiu, l'agent. La tasca del filòsof és precisament dirigir-se cap a l'enteniment agent en la seva actitud davant la vida. Es pot parlar d'un cert il·luminisme en Al-Farabí, ja que defensa l'existència d'una llum natural que ens distingeix el que és cert i fals.

### Déu
Pel que fa a la seva concepció de Déu, en té una visió amb influències neoplatòniques, similar en alguns aspectes a l'u de Plotí. El Déu d'Al-Farabí és un déu únic, no causat i ésser primer, causa de tot, etern, perfecte, simple, intel·ligència en acte, subsistent i transcendent, però alhora també en defensa el caràcter inefable i incognoscible; només l'ànima, un cop separada del cos, el pot arribar a conèixer.
També fa una divisió dicotòmica de l'ésser, molt pròpia de la filosofia medieval, entre ésser necessari i contingent. En l'ésser necessari, existeix una identitat entre la seva essència i la seva existència, com és el cas de Déu. A diferència d'ell, l'ésser humà és contingent, i la seva essència i existència són coses diferents: cosa que fa que l'individu sigui no és el que li fa possible existir.

### Creació
Al-Farabí defensa una teoria entre creacionista i emanatista. Del Déu u en sorgeixen nou intel·ligències immaterials, que es corresponen amb les esferes del sistema de Ptolemeu. A partir d'aquí, es creen sis gèneres de cossos, que segueixen un esquema força neoplatònic.
| Vida espiritual | Vida espiritual | Vida natural      | Vida natural | Matèria inerta | Matèria inerta                     |
| --------------- | --------------- | ----------------- | ------------ | -------------- | ---------------------------------- |
| Cos celeste     | Animal racional | Animal irracional | Vegetal      | Mineral        | Elements (terra, aire, aigua, foc) |

Pel que fa al tema de la matèria, creu que és eterna, però que depèn de Déu. Com Filó d'Alexandria, dona a la matèria un paper passiu en la creació, com a substrat.

## Música
Va establir els fonaments de la teoria musical àrab moderna, basant-se en els maqam, o modes musicals. La seva obra es basava en la música de Ziryab, el músic de cort d'Andalusia, un reconegut polímata, les contribucions del qual a la civilització occidental van incloure menjar formal, talls de cabell, escacs i més, a més del seu domini de l'escena musical mundial del segle ix.
va incorporar completament les obres d'Aristoxen de Tàrent i Claudi Ptolemeu a la seva teoria dels tetracordes, i va escriure entre llibres de molts temes, el Kitab al-Musiqa al-Kabir (el Llibre Major de la Música) en el qual detallava com afinar un ud utilitzant proporcions matemàtiques. Va donar instruccions tant per a 10 trasts com per a 12, dient on col·locar els trasts de corda de tripa lligats (i mòbils) al coll. La seva manera d'afinar va permetre una "afinació "ud de 12 trasts — que resulta... escala de 'doble octava'", amb 22 notes a cada octava.